# Palazzo Malvinni-Malvezzi
Palazzo Malvinni Malvezzi è un palazzo ducale che sorge tra gli antichi Sassi di Matera, nell'odierna Piazza Duomo. Prende il nome dalla famiglia Malvinni, Melvindi, Malvindi o Malvezzi, che lo abitò dal '400 fino agli anni sessanta del secolo scorso. Il complesso si sviluppa su tre livelli, frutto di vari ampliamenti nel corso dei secoli. Attualmente è di proprietà dell'Amministrazione provinciale di Matera.

## Storia
Secondo un documento, un ramo del casato Malvezzi si trasferì a Matera quando Erennio di Giovanni Malevindi chiese, insieme ad altri professionisti e forestieri, a Giovanni Antonio Ursino, Principe di Taranto e Conte di Matera e Lecce, un suolo nelle vicinanze di contrada di Castelvecchio per edificare un'abitazione. Ottenuto il suolo in Castelvecchio, i Malvezzi realizzarono il primo dei tre corpi che nel tempo formarono il grande Palazzo Ducale di Santa Candida.

### Famiglia
A Matera, già nel XV secolo, i Malvinni si legarono alla terra e, militari nelle file degli eserciti dei regnanti, entrarono nell'ordine del Priorato gerosolimitano e acquistarono in seguito il titolo di duchi di Santa Candida che accompagnava il secondo cognome, Malvezzi, di nobile ascendenza bolognese. Dal 1470 al 1657, molti furono i discendenti del ramo Malvinni Malvezzi che occuparono alte cariche e s'imparentarono con altre nobili famiglie di Matera. Aumentate le esigenze, la famiglia acquistò la vicina costruzione, con ingresso dalla salita di Castelvecchio.

#### Ampliamento del palazzo
Con l'elevazione di Matera a capoluogo della regione lucana, avvenuta nel 1663, si determinò la necessità di adeguare alcune strutture cittadine alle esigenze richieste dal nuovo importante ruolo amministrativo. Si costruirono nuovi alloggi, si ampliarono vecchi palazzi e se ne migliorò la situazione di altri. In alcuni casi fu deciso di invertire gli ingressi degli edifici, aperti verso Piazza Duomo.
Fra la fine del Settecento e i primi anni dell'Ottocento, il Palazzo Malvinni Malvezzi fu ampliato con un avancorpo dalla struttura più fastosa ed elegante e ne fu curata la struttura e linea architettonica. La parte nuova è ad oggi individuabile all'inizio della salita di Castelvecchio, dove si può notare l'attacco della parte più antica.

## Descrizione
La facciata principale si presenta in stile barocco.
Tre finestre e tre balconi sono adornati tramite le cimase e da cornici e lungo tutto il primo piano corre la balconata sorretta da 18 gattoni (9 a destra e 9 a sinistra). Al centro vi è il grande portone d’ingresso, mentre ai lati due portoncini più piccoli che conducono a due ambienti distinti. Superato il portone centrale vi è un grande atrio e tramite una rampa a ventaglio si entra nelle stanze interne.
Attraverso l'ingresso si ha l’accesso al piano nobile, in cui una scala d’oro in marmo e la galleria affrescata conducono alla concatenazione delle tre sale di rappresentanza.
Il primo livello consiste in una serie di stanze comunicanti. Al loro interno sono ubicate quattordici tele di sovrapporta, raffiguranti soggetti mitologici (ispirati principalmente alle favole delle Metamorfosi ovidiane e all’Eneide di Virgilio) e incorniciate in strutture lignee laccate di bianco e ornate di rilievi dorati, del tutto simili a quelle di Palazzo Bernardini. La prima sala è di distribuzione e conduce nelle sale più importanti: le sale degli specchi, chiamate così per la presenza degli enormi specchi che avevano la funzione di rifrangere la luce proveniente dalle candele o la luce naturale proveniente dal balcone che si affaccia su Piazza Duomo.

### Cappella
La facciata principale si presenta in stile neoclassico, con il timpano e le due colonne sormontate da due capitelli in stile dorico. Sul fregio, tra i triglifi, sono presenti le croci di Malta, e il fleur-de-lis, simboli presenti sullo stemma dei duchi di Santa Candida. Sull’architrave era presente una scritta in latino, purtroppo scomparsa durante i lavori di restauro della cappella, che recitava: "Quisquis beneficia petiturus ingreditur cuncta se impetrasse laetetur", ovvero "Chiunque entra per chiedere aiuti esca lieto per essere stato esaudito".
La cappella gentilizia che faceva parte del Palazzo Ducale fu consacrata nel 1893 dal Duca Malvinni Malvezzi. La cappella ha un'unica navata e la volta a botte. Gli elementi caratteristici sono l’oculo centrale, da cui entra la luce, e il matroneo che ospitava le donne e, soprattutto, gli ospiti più importanti e al quale si accedeva dalla terrazza mediante un percorso interno al palazzo. La cappella è in stile neoclassico, come dimostrano le colonnine sormontate dai capitelli corinzi. Inoltre sono presenti figure geometriche ed effetti di trompe-l'œil su tutta la volta.